# Bogdanieckie Grądy
Bogdanieckie Grądy (dawniej Bogdaniec II) – leśny rezerwat przyrody w województwie lubuskim, w powiecie gorzowskim, w gminie Bogdaniec.

## Powołanie
Rezerwat został utworzony na podstawie Zarządzenia Ministra Leśnictwa i Przemysłu Drzewnego z dnia 21 maja 1974 r. w sprawie uznania za rezerwat przyrody (M.P. z 1974 r. nr 20, poz. 121). Według aktu powołującego zajmował powierzchnię 39,66 ha.

## Opis rezerwatu
Celem ochrony jest zachowanie ze względów naukowych i dydaktycznych fragmentu lasu o charakterze grądu środkowoeuropejskiego w stanie zbliżonym do naturalnego.
Obszar rezerwatu stanowi fragment lasu mieszanego o charakterze dąbrowy wielogatunkowej. Występuje drzewostan dwupiętrowy. Na terenie rezerwatu rośnie dużo okazałych drzew, osiągających rozmiary niespotykane gdzie indziej. Podszyt tworzy grab.
W runie występuje: marzanka wonna, borówka czernica, szczawik zajęczy, przylaszczka, lebiodka pospolita, czyścica zwyczajna, trawy. Na terenie rezerwatu występuje prawnie chroniony gatunek storczyka – kruszczyk rdzawoczerwony.
Według obowiązującego planu ochrony ustanowionego w 2016 roku, obszar rezerwatu objęty jest ochroną ścisłą.

## Obszar rezerwatu
W skład rezerwatu przyrody wchodzi obszar położony w granicach administracyjnych powiatu gorzowskiego, gm. Bogdaniec, obrębu ewidencyjnego Bogdaniec o powierzchni 39,94 ha (dz. nr 927 – 6,84 ha, dz. nr 928 – 17,82 ha, dz. nr 930 – 15,28 ha), w zarządzie Nadleśnictwa Bogdaniec.
W pobliżu znajdują się rezerwaty „Morenowy Las” (dawniej „Bogdaniec I”) i „Dębowa Góra” (dawniej „Bogdaniec III”).